# 川元利浩
川元利浩（1963年7月15日—），日本男性動畫師、人物設計師、動畫製作公司BONES董事及創設人之一。出身於三重縣。

## 來歷、人物
高校畢業之後在一般精密機械設計公司上班，任職期間對機器人動畫《超時空要塞》產生憧憬，轉行投入動畫業界。1年後從機械設計公司辭職，進入專門學校東京設計學院名古屋校（今名古屋設計學院）就學。畢業之後上京發展，加入小型企業參加動畫的製作。1986年上映的動畫電影《亞利安》（導演：安彥良和）擔任動畫一職在動畫界正式出道，參與製作期間其風格也受到稻野義信、神村幸子等人的影響。之後參加過許多日昇動畫作品的製作。
有過在電視動畫《機動武鬥傳G鋼彈》人物設定的工作原本預定由川元擔任，卻在中期因動畫製作路線的變動使其作業前功盡棄，這時其它工作緊接而至而遭到撤職的經歷。直到在1991年的OVA《機動戰士鋼彈0083》與1998年的電視動畫《星際牛仔》擔任人物設定時，得到動畫迷的廣大支持和注目。1998年與同樣出身於日昇動畫的製作人南雅彥、逢坂浩司等人共同創立BONES。

## 作品列表

### 動畫
1986年
- （動畫）
- 機動戰士鋼彈ZZ（原畫）

1987年
- 機甲戰記威龍（原畫）

1988年
- 機動戰士鋼彈 逆襲的夏亞（原畫）

1989年
- 金星戰記（日语：ヴイナス戦記）（作畫監督補、原畫）
- 機動戰士鋼彈0080：口袋裡的戰爭（作畫監督）
- 城市獵人3（原畫）

1990年
- 城市獵人：海灣城市之戰爭（原畫）

1991年
- 機動戰士鋼彈0083：星塵回憶錄（人物設定、作畫監督）
- 機動戰士鋼彈 F91（作監協力）

1992年
- 機動戰士鋼彈0083：吉翁的殘光（人物設定、作畫監督）

1993年
- 疾風無敵銀堡壘（原畫）
- 超時空世紀02（人物設定）
- The Cockpit（日语：戦場まんがシリーズ）（人物設定、作畫監督）

1994年
- 機動武鬥傳G鋼彈（OP原畫、原畫）
- 我是宇宙探鉱夫（日语：おいら宇宙の探鉱夫）（人物設定、作畫監督）

1995年
- 黃金小子（人物設定、作畫監督）

1996年
- 機動戰士鋼彈第08MS小隊（人物設定）

1998年
- 星際牛仔（人物設定[1]、作畫監督）

1999年
- BLOOD THE LAST VAMPIRE（原畫）

2000年
- ESCAFLOWNE（作畫監督、原畫）

2001年
- 星際牛仔：天國之門（人物設定、作畫監督）
- ANGELIC LAYER 天使領域（OP原畫）

2002年
- 翼神世音（OP原畫、原畫）
- 禁獵魔女（OP原畫）

2003年
- WOLF'S RAIN（人物設定[2]）
- 鋼之鍊金術師（OP&ED原畫）
- 廢棄公主（原畫）

2004年
- KURAU Phantom Memory（日语：KURAU Phantom Memory）（作畫監督）
- 絢爛舞踏祭（作畫監督）

2005年
- 交響詩篇艾蕾卡7（OP原畫）
- 劇場版 鋼之鍊金術師 森巴拉的征服者（原畫）

2006年
- 櫻蘭高校男公關部（原畫）
- 獸王星（原畫）
- 天保異聞 妖奇士（人物設定、人物監修、OP作畫監督、作畫監督協力、OP原畫）[3]

2007年
- 異邦人 無皇刃譚（作畫監督協力、原畫）

2008年
- 二十面相少女（OP&ED原畫）
- 道子與哈金（作畫監督、原畫）
- 亡念之扎姆德（原畫）

2009年
- 鋼之鍊金術師 FULLMETAL ALCHEMIST（OP原畫）

2010年
- HEROMAN（首席動畫師、作畫監督、OP作畫監督、線稿監修、作畫協力、原畫）

2011年
- GOSICK（人物設定）
- 永久之久遠（企劃、人物設定、動畫總監、總作畫監督、作畫監督）

2012年
- 交響詩篇AO（設計協力、作畫監督、原畫、OP原畫）

2013年
- 襲來！美少女邪神W（ED原畫）
- 宇宙戰艦大和號2199（作畫監督、原畫）

2014年
- 積木戰士（主要人物設定、作畫監督）
- 流浪神差（人物設定、總作畫監督）
- 宇宙浪子（作畫監督）

2015年
- 血界戰線（人物設定、總作畫監督、作畫監督）
- 流浪神差 ARAGOTO（人物設定、總作畫監督、OP作畫監督）

2016年
- 我的英雄學院（作畫監督、原畫）
- 路人超能100（原畫）

2021年
- 伊甸（人物設定）

### 遊戲
1991年
- 機動戰士鋼彈 F91 Formula戰記0122[（人物設定，萬代）

1993年
- 機動戰士鋼彈 吉翁的逆襲（人物設定，Family Soft（日语：ファミリーソフト））
- 機動戰士鋼彈 A Year of War -一年戰争-（人物設定，FamilySoft）

1994年
- J計劃（人物設定，史克威爾艾尼克斯）

1995年
- Sega Saturn 機動戰士鋼彈（動畫章節作畫監督）

1998年
- PlayStation 攻殻機動隊（動畫章節作畫監督、原畫）

2002年
- GIGANTIC DRIVE（日语：ギガンティックドライブ）（人物設定，史克威爾艾尼克斯）
- 機動戰士鋼彈戰記 Lost War Chronicles（人物設定，萬代）

2003年
- 武刃街（日语：武刃街）（人物原案）

2005年
- 深淵傳奇（OP原畫）

### 畫冊
2004年
- WOLF'S RAIN 川元利浩畫集 SEEKING“RAKUEN"（Mag Garden發行）
- Toshihiro Kawamoto:COWBOY BEBOP Illustrations ～The Wind～（SB Creative發行）

2006年
- Toshihiro Kawamoto Artworks The Illusives I&II（SB Creative發行）

### 其它
- 角川漫畫學習系列 日本的歷史 -第9冊：江戶幕府、始動-（表紙插圖，KODOKAWA）[4]